# Vĩnh Phương
Vĩnh Phương là một xã cũ thuộc thành phố Nha Trang, tỉnh Khánh Hòa, Việt Nam.
Xã Vĩnh Phương có diện tích 32,44 km², dân số năm 1999 là 9.539 người, mật độ dân số đạt 294 người/km².